# Johann Christian August von Boehler
Johann Christian August von Boehler (* 4. August 1776 in Wesel; † 28. November 1857 in Brandenburg an der Havel) war ein preußischer Generalmajor und Kommandant der Festung Spandau.

## Leben

### Herkunft
Er war der Sohn des preußischen Oberstleutnants und Bataillonskommandeurs im Infanterieregiment „von Kunitzky“ Johann Andreas Boehler (* 11. Juni 1749; † Juli 1805) und dessen Ehefrau Anna Maria, geborene Lonzieme (* 1751; † 5. Februar 1837). Seine Eltern erhielten erst 1789 eine Heiratserlaubnis.

### Militärkarriere
Boehler besuchte die Schule in Wesel und trat am 4. August 1780 als Gefreitenkorporal in das Infanterieregiment „von Gaudi“ der Preußischen Armee ein. Dort wurde er am 2. Januar 1794 zum Fähnrich ernannt. Im Ersten Koalitionskrieg kämpfte Boehler in der Schlacht bei Kaiserslautern sowie den Gefechten bei St. Amand, St. Imbert, Hasnon, Schorleberg, Schwalm, Deidesheim, Pfennigen, Alseborn, Saarbrücken und Famars. Zwischenzeitlich erfolgte am 1. April 1795 seine Beförderung zum Sekondeleutnant und von 1798 bis 1806 fungierte Boehler als Bataillonsadjutant. Im Vierten Koalitionskrieg ging er mit der Kapitulation der Festung Hameln am 23. Oktober 1806 in Kriegsgefangenschaft, aus der er am 22. November 1806 auf Ehrenwort entlassen wurde.
Nach dem Frieden von Tilsit wurde Boehler am 12. Dezember 1807 dem Regiment Feldjäger zu Fuß zugeteilt und am 17. Oktober 1808 mit Patent vom 24. Oktober 1808 zum Premierleutnant befördert. Am 8. Januar 1809 kam er in das Garde-Jäger-Bataillon und von dort am 29. April 1809 zum Ostpreußischen Jägerbataillon. Boehler wurde am 30. Mai 1809 mit vollem Gehalt und einer Ration zum Adjutanten des Oberstleutnants von Witzleben ernannt, kam am 2. Februar 1810 als Stabskapitän in die Adjutantur und avancierte am 30. März 1812 zum Kapitän.
Während der Befreiungskriege kämpfte Boehler in den Schlachten bei Großbeeren, Bautzen, Dresden, Kulm, Leipzig, Ligny. Für Großgörschen erhielt er das Eiserne Kreuz II. Klasse. Bei Leipzig wurde Boehler am Fuß verwundet und mit dem Eisernen Kreuz I. Klasse ausgezeichnet. Während der Kämpfe bei Ligny wurde er zweimal verwundet und für seine Leistungen am 17. März 1815 mit dem Orden des Heiligen Wladimir sowie am 2. Oktober 1815 mit dem Orden Pour le Mérite ausgezeichnet. In der Zeit wurde er am 16. August 1813 Major und am 3. Oktober 1815 mit Patent vom 29. Oktober 1815 Oberstleutnant. Am 6. Oktober 1815 kam Boehler als Adjutant zum Generalmajor von Jagow, bevor er am 5. Januar 1816 als Kommandeur zum Rheinischen Schützenbataillon kam. Durch seine bei Ligny erlittenen Verwundungen war Boehler jedoch nicht mehr felddiensttauglich. Daher wurde er am 5. Februar 1817 als Kommandant in die Festung Spandau versetzt. In dieser Eigenschaft erfolgte am 30. März 1823 mit Patent vom 7. April 1823 seine Beförderung zum Oberst. Am 18. August 1825 erhielt er das Dienstkreuz. Am 29. August 1829 nahm er seinen Abschied als Generalmajor mit einer jährlichen Pension von 1750 Talern.
Am 22. August 1845 wurde Boehler Senior des Eisernen Kreuzes II. Klasse. Es starb am 28. November 1857 in Brandenburg an der Havel.
Der General von Zieten schrieb am 3. September 1815: „Der Generalmajor von Jagow äußert sich über das Betragen des Majors von Boehler am 16. Juni bei Ligny besonders vorteilhaft. Tapfer drängte sich derselbe zu allen Angriffen vor, bis er so schwer verwundet wurde, daß er noch nicht wieder zurückgekehrt ist. Die Büroarbeiten versieht derselbe mit einem großen Fleiß, dabei ein rechtlicher Mann, der mit Überzeugung zu höheren Anstellung empfohlen werden kann.“

### Familie
Boehler heiratete am 4. August 1812 in Berlin Marie Henriette Elisabeth Dieterich (* 11. September 1787), eine Tochter des Kriegskommissars Dieterich.